# Euplassa chimantensis
Euplassa chimantensis är en tvåhjärtbladig växtart som beskrevs av Julian Alfred Steyermark. Euplassa chimantensis ingår i släktet Euplassa och familjen Proteaceae. Inga underarter finns listade i Catalogue of Life.